# Wally Herbert
Sir Walter William Herbert (York, 24 ottobre 1934 – Inverness, 12 giugno 2007) è stato un esploratore e scrittore britannico. È conosciuto per essere stato l'organizzatore della prima spedizione che ha raggiunto il polo nord via terra, conquistando questo primato il 6 aprile 1969.

## Biografia
Wally nasce a York da Helen Manton e suo marito, il sergente Walter William Joyce Herbert (1905-1972). A causa del lavoro paterno, la famiglia deve trasferirsi prima in Egitto, quando il bambino ha 3 anni, e poi in Sudafrica, quando ne ha nove. A 17 anni si arruola nell'esercito come era nella tradizione familiare, per lavorare nel genio militare. Dopo tre anni decide di lasciare l'esercito e rientra in Inghilterra, dove trova lavoro come geometra a Shoreham-by-Sea. Resta per poco nel Sussex perché nel 1955 si trasferisce nella stazione di Hope Bay, in Antartide, dove lavora per la British Antarctic Survey alla mappatura della regione.
L'esperienza in Antartide fu molto stimolante e sviluppò in lui la passione per le spedizioni polari. Famoso fu il suo viaggio dalla stazione di Hope Bay, dove era di base, fino a Portal Point. Si trattò di un viaggio estremamente lungo e pericoloso per il quale dovette attraversare la spina dorsale montuosa della Penisola Antartica dove vi erano passaggi così stretti che lui stasso chiamò "Catwalk". Quella zona gli fu poi dedicata e la nominarono l'Altopiano di Herbert.
Scaduto il suo contratto, fa un berve rientro in Inghilterra ma avendo acquisito una notevole esperienza nella gestione dei cani da slitta, iniziò una nuova collaborazione con il New Zealand Antarctic Research Programme che lo incaricò proprio di acquistare nuovi cani da slitta. Nel 1961 pianificò poi una nuova spedizione per l'esplorazione della zona dei Monti della Regina Maud ripercorrendo la stessa strada di Ernest Henry Shackleton lungo il Ghiacciaio Beardmore. Al ritorno il suo gruppo risalì anche il Monte Fridtjof Nansen, scendendo lungo il Ghiacciaio Axel Heiberg e ripercorrendo in gran parte la strada fatta da Roald Amundsen.
Nel 1962 rientra in Inghilterra e scrive il suo primo libro A World of Men: Exploration in Antarctica che sarà pubblicato l'anno successivo. Desideroso di nuove esperienze e non più attratto dall'Antartide a causa del grande numero di esplorazioni, decide d'interessarsi all'Artide. Inizia a progettare una spedizione per formarsi all'Artide e per fare questo si trasferisce in Groenlandia e vi soggiorna con degli Inuit, in modo da imparare da loro tecniche di sopravvivenza e gestione dei cani. Pianifica una spedizione formativa che lo porta dalla Groenlandia all'isola di Ellesmere.
Il suo viaggio più famoso fu quello finanziato dalla British Trans-Arctic Expedition, che gli permise con alcuni compagni e utilizzando cani e slitte, di raggiungere per primo il polo nord geografico. La spedizione partì il 21 febbraio 1968, da punta Barrow e subito il gruppo incontrò notevoli difficoltà ad attraversare il ghiaccio artico. Nel luglio del 1968, dopo molti problemi, furono costretti a fare un accampamento su un grande lastrone di ghiaccio che fu chiamato Meltville. Verso la fine dell'inverno il grande lastrone si spezzò rendendo impossibile ogni spostamento. Solo con il ritorno della luce poterono riprendere il viaggio raggiungendo il polo nord geografico il 6 aprile 1969. Rientrarono proseguendo verso l'isola Vesle Tavloya, che si trova nella zona più settentrionale dell'arcipelago delle Svalbard, che raggiunsero il 29 maggio 1969. Il viaggio durò 464 giorni e gli uomini percorsero circa 6700 km sopra la banchisa. Al rientro Wally pubblicò il suo libro più famoso Across the Top of the World, basato sull'esperienze del viaggio.
Nel dicembre 1969 si sposò con Marie Rita McGaughey e poco tempo dopo nel 1971, si stabilirono con la figlia primogenita Kari, di soli 10 mesi, sull'isola Herbert, per girare un film documentario sul popolo Inuit. Nel 1973 la famiglia rientra in Inghilterra a Marie pubblica un libro sulla loro esperienza con il popolo Inuit intitolato The snow people, mentre Wally pubblicò il suo libro Eskimos nel 1976. Nel 1979 iniziò una nuova avventura in cui aveva programmato di circumnavigare la Groenlandia con i tipici battelli di pelle chiamati umiak e in alcuni punti di utilizzare le slitte con i cani. Partì con lui anche Allan Gill, con il quale aveva già collaborato in Antartide. Il viaggio fu particolarmente difficile e invece di durare 16 mesi finì nel 1981. Quella fu l'ultima delle sue grandi imprese. Successivamente si dedicò alla scrittura, alla sua passione per il disegno e la fotografia, con cui aveva già arricchito i suoi libri, e alle conferenze. Morì il 12 giugno 2007, all'età di 72 anni.

## Onorificenze
Nel 1969 ricevette anche la medaglia Livingstone dalla Royal Scottish Geographical Society e nel 1970 la Founder's Medal dalla Royal Geographical Society. Ricevette anche la New York Explorers' Club's medal.

## Riconoscimenti
- In Antartide gli è stato dedicato l'Altopiano di Herbert e Herbert Range.
- Nell'Artico gli è stata dedicata una montagna nelle isole Svalbard[9]
- Il Wally Herbert Award gli è stato intitolato, e ricompensa le spedizioni nelle regioni polari.[10]

## Pubblicazioni
- A World of Men: Exploration in Antarctica (1963)
- Across the Top of the World (1969)
- Polar Deserts (1971)
- Eskimos (1976)
- North Pole (1978)
- Hunters of the Polar North: Eskimos (1981)
- The Noose of Laurels: The Race to the North Pole (1989)
- The Polar World: The Unique Vision of Sir Wally Herbert (2007)